# 藤林英雄
藤林 英雄（ふじばやし ひでお、1937年3月31日 - ）は、日本のアナウンサー、ジャーナリスト、ニュースキャスター、テレビプロデューサー。東京府（のちの東京都）出身。学習院大学政経学部卒業。

## 来歴・人物
1961年4月にTBSへアナウンサー7期生として入社。1963年11月1日、アナウンサーの報道局への大量異動が行われ、同ニュース部に配属。1965年12月よりニュース取材部へ配属。1967年11月15日より、アナウンサー研修室設置に伴い報道局ラジオニュース部勤務兼アナウンサー研修室付となった。アナウンサーとしては、主にニュースを担当。
1970年7月にテレビ本部報道局ラジオニュース部配属となる。以降、1972年11月よりテレビニュース部兼ラジオ局ラジオニュース部、1974年3月より報道局編集部兼解説室委員、1986年7月より政経部に在籍し、その間報道記者・ニュースキャスター（1975年より）を務めた。
1989年6月人事労政局厚生部、1991年5月社会情報局千代田制作部、1993年2月社会情報局兼情報制作一部、1996年5月制作局制作推進部にそれぞれ在職。社会情報局に在職した頃は、テレビ番組のプロデューサーを務めた。同11月TBS健康保険組合へ現職出向し、1997年3月に定年。

## 詳細情報

### 出演番組
ラジオ
- 朝のブラス（1961年）[4][5]

テレビ
| 期間       | 期間      | 番組名            | 役職                                                           |
| ---------- | --------- | ----------------- | -------------------------------------------------------------- |
| 1965年     | 1965年    | 20世紀の記録      | （詳細不明）                                                   |
| 1966年     | 1966年    | これが世界だ      | （詳細不明）                                                   |
| 1975年4月  | 1978年3月 | JNNニュースデスク | 月・火曜日担当キャスター                                       |
| 1978年4月  | 1980年8月 | JNNニュースデスク | 平日担当キャスター ※1979年10月から、担当曜日を月～水曜日に縮小 |
| 1980年10月 | 1986年9月 | テレポートTBS6    | ニュース担当キャスター                                         |

### 制作番組
- 料理天国（社会情報局千代田制作部配属当時、制作プロデューサーを担当）[11]